# أبواب دمشق القديمة
أبواب دمشق وهي تقع على سور دمشق القديم الذي بُني في العهدين الإغريقي والروماني، وكانت مهمتها حماية الكتل السكنية داخل السور إذ لا يمكن الوصول إلى المدينة إلّا من خلال هذه الأبواب. في العهد الروماني كان لسور المدينة سبعة أبواب، أما على السور الغربي فإن الأبواب كانت تزيد وتنقص كلما جدد السور، فتسد أبواب وتفتح أبواب أخرى بحيث لم تتجاوز العشرة أبواب.

## أبواب دمشق القديمة
1. باب توما، يقع في الجهة الشمالية الشرقية للمدينة القديمة قرب حي القصاع.
2. باب الجابية، يقع في الجهة الغربية من المدينة القديمة عند مدخل سوق مدحت باشا حاليًا.
3. باب كيسان، يقع في الطرف الجنوبي الشرقي للمدينة القديمة قرب منطقة الصناعة وحارة اليهود سابقًا ودوار حسن الخراط خارج سور المدينة القديمة. (تحوّل الباب إلى كنيسة)
4. باب السلام، يقع إلى الشرق من باب الفراديس على منعطف من السور يجعل اتجاهه نحو الشرق.
5. باب الفرج، يقع في الجهة الشمالية من سور المدينة، بين العصرونية والمناخلية.
6. باب شرقي، يقع عند المدخل الشرقي لمدينة دمشق القديمة، وهو الوحيد الذي يحتفظ بطراز عمارته الروماني.
7. باب الفراديس، (يعرف أيضًا بباب العمارة)
8. باب الصغير، من أبواب دمشق القديمة السّبعة التي اختطتها اليونانيون الهلينستيون.[1] يقع في الجهة الجنوبية للمدينة قرب حي الشاغور.
9. باب الجنيق، غير موجود حاليًا، كان يقع بين باب السلام وباب توما.
10. باب النصر، غير موجود حاليًا، كان يقع على الجهة الغربية للسور جنوب قلعة دمشق مباشرة .